# 鎌倉涼
鎌倉 涼（かまくら りょう、本名は深谷 涼（ふかや りょう）、1989年4月30日 - ）は、大阪府茨木市出身の競艇選手。
登録番号4456。大阪支部所属。師匠は五反田忍。夫は静岡支部の深谷知博。

## 来歴
- 平成生まれの競艇選手は女子選手初。男子選手を含めても99期の坂口貴彦に次いで2人目である。
- やまと競艇学校時代は、リーグ戦勝率5.36（準優出3、優出1、第5戦優勝）の成績を残した。
- 2007年5月14日、住之江競艇場でデビュー（5着）。[1]
- 2007年10月28日、多摩川競艇場での一般競走で初勝利（52走目）。
- 2009年4月6日、下関競艇場での「G3女子リーグ戦競走第1戦 ジュエルセブンカップ」で初優出（6着）。前日11Rの準優勝戦では師匠の五反田忍と並んで1着2着を取った[2]。
- 2010年3月2日、下関競艇場での「G1第23回JAL女子王座決定戦競走」でG1初出場。3月4日、3日目8RでG1初勝利[3]。3月6日初準優出し、2着に入り初出場初優出[4]となった。優勝戦では惜しくも4着であった。
- 2011年6月1日、芦屋競艇場での「東日本大震災被災支援競走 全日本オール女子選手権」で予選トップ通過・準優も1着でクリアして13回目の優出、優勝戦はインからコンマ11の好スタートから一気に逃げ切って念願の初優勝を果たす。[5]
- 2012年8月19日、唐津競艇場にて行われた「さよ姫特別（オール女子戦）」において2回目の優勝。
- 2013年5月21日、福岡競艇場にて行われた「SG第40回笹川賞」でSG初出場。同日2Rにおいて、3コースからまくりを決めてSG初1着。女子選手による「SG初出走で初1着」は史上初。なおこの鎌倉の笹川賞出場が平成生まれ初のSG出場であった。
- 2013年6月24日、芦屋競艇場にて行われた「男女W優勝戦　スポーツ応援グローバルアリーナカップ」において3回目の優勝。12月15日、芦屋の第2回賞金女王決定戦において2回目のG1優出（優勝戦3着）。
- 2014年3月6日、多摩川競艇場にて行われた「オール女子是政樹生決定戦」において4回目の優勝。決まり手は2コースからの直まくり。
- 2016年3月1日、同じボートレーサーの深谷知博との結婚を発表[6]。
- 2025年レディースチャンピオンでPG1初優勝。史上初の大阪支部選手による女子王座獲得となった。

## エピソード
- 競艇選手を目指すきっかけは五反田に憧れたからである。中学校卒業後、大阪府立摂津高等学校に1年だけ在学[7]したが中退して競艇界に飛び込み、やまと競艇学校卒業後、五反田に念願の弟子入りを果たした。
- 同期に青木玄太、松尾昂明、桐生順平、平高奈菜、川野芽唯らがいる。